# Matematikai Wolf-díj

A Wolf Alapítvány emblémája

A matematikai Wolf-díj egyike a Wolf-díjaknak, amelyeket évente osztanak ki.

## A díjazottak
| Év                               | Díjazott                                                          | Megjegyzés |
| -------------------------------- | ----------------------------------------------------------------- | --- |
| 2023                             | Ingrid Daubechies                                                 | |
| 2022                             | George Lusztig                                                    | |
| 2021                             | Nem adták ki                                                      | |
| 2020                             |                                                                   | |
| Simon Donaldson Yakov Eliashberg | A differenciálgeometriában és a topológiában elért eredményeikért | |
| 2019                             | Greg Lawler                                                       | |
| 2019                             | Jean-François Le Gall                                             | |
| 2018                             | Alexander Beilinson                                               | |
| 2018                             | Volodimir Drinfeld                                                | |
| 2017                             | Richard Schoen                                                    | |
| 2017                             | Charles Fefferman                                                 | |
| 2016                             | Nem adták ki                                                      | |
| 2015                             | James Arthur                                                      | a nyomformulával kapcsolatos nagyszabású munkájáért és a reduktív csoportok automorf reprezentációinak elméletéhez való hozzájárulásáért                                                              |
| 2014                             | Peter Sarnak                                                      | az analízis, számelmélet, geometria és kombinatorika terén kifejtett munkájáért |
| 2013                             | George Mostow                                                     | úttörő hozzájárulásáért a geometriához és a Lie-csoport elméletéhez |
| 2013                             | Michael Artin                                                     | az algebrai geometria terén kifejtett munkájáért |
| 2012                             | Michael Aschbacher                                                | a véges csoportokkal kapcsolatos munkájáért |
| 2012                             | Luis Caffarelli                                                   | a parciális differenciálegyenletekkel kapcsolatos munkájáért |
| 2011                             | Nem adták ki                                                      | |
| 2010                             | Shing-Tung Yau                                                    | a geometriai analízisben végzett munkájáért |
| 2010                             | Dennis Sullivan                                                   | innovatív hozzájárulásáért az algebrai topológiához és a komplex dinamikához |
| 2009                             | Nem adták ki                                                      | |
| 2008                             | Pierre Deligne                                                    | a vegyes Hodge-elmélet, a Weil-sejtés, a Riemann–Hilbert-levelezés terén végzett munkájáért és az aritmetikához való hozzájárulásáért                                                                 |
| 2008                             | Phillip Griffiths                                                 | a Hodge-struktúrák variációihoz, az Abel-integrál periódusainak elméletéhez és a komplex differenciálgeometriához való hozzájárulásáért                                                               |
| 2008                             | David Mumford                                                     | az algebrai felületek, a geometriai invariánsok terén végzett munkájáért és a theta függvények modern algebraelméleti megalapozásáért                                                                 |
| 2006–2007                        | Hillél Fürstenberg                                                | az ergodelmélethez, valószínűségszámításhoz, topológiai dinamikához, szimmetrikus terek és homogén folyamok elméletéhez való kiemelkedő hozzájárulásáért                                              |
| 2006–2007                        | Stephen Smale                                                     | a differenciáltopológia, a dinamikus rendszerek, a matematikai közgazdaságtan és más matematikai területek alakításában alapvető szerepet játszó úttörő hozzájárulásaiért                             |
| 2005                             | Grigorij Margulisz                                                | az algebrában, számelméletben, kombinatorikában és mértékelméletben végzett monumentális munkájáért                                                                                                   |
| 2005                             | Szergej Novikov                                                   | az algebrai és differenciáltopológiához, matematikai fizikához történt alapvető és úttörő hozzájárulásaiért                                                                                           |
| 2004                             | Nem adták ki                                                      | |
| 2002–2003                        | Szato Mikio                                                       | az algebrai analízis, benne a hiperfüggvények és mikrofüggvények elméletének létrehozásáért, a holonóm kvantumtérelmélet és a szolitonegyenletek egységes elméletének megalkotásáért                  |
| 2002–2003                        | John Tate                                                         | az algebrai számelmélet számos fogalmának megalkotásáért |
| 2001                             | Vlagyimir Arnold                                                  | a matematika számos területén végzett mély és jelentős munkájáért, különösen a dinamikus rendszerek, differenciálegyenletek és szingularitás-elmélet terén                                            |
| 2001                             | Szaharón Selah                                                    | a matematikai logika és halmazelmélet terén elért számos alapvető eredményéért és azok matematikán belüli alkalmazásaiért                                                                             |
| 2000                             | Raoul Bott                                                        | a mély topológiai és differenciálgeometriai felfedezéseiért, amelyeket a Lie-csoportok és differenciáloperátorok elméletében és a matematikai fizikában alkalmazott                                   |
| 2000                             | Jean-Pierre Serre                                                 | számos alapvető topológiai, algebrai geometriai, algebrai és számelméleti felfedezéséért, szuggesztív előadásaiért és írásaiért                                                                       |
| 1999                             | Lovász László                                                     | a kombinatorika, elméleti számítógéptudomány és kombinatorikus optimalizálás terén elért kiemelkedő eredményeiért                                                                                     |
| 1999                             | Elias M. Stein                                                    | a klasszikus és euklideszi Fourier-analízis terén elért eredményeiért és tanítása, művei által az analisták egész generációjára gyakorolt hatásáért                                                   |
| 1998                             | Nem adták ki                                                      | |
| 1996–1997                        | Joseph Keller                                                     | az elektromágneses, optikai és hanghullámok terjedésének elméletében, valamint a folyadékok, szilárd testek, kvantum- és statisztikus mechanikában tett jelentős felfedezéseiért                      |
| 1996–1997                        | Jakov Szinaj                                                      | a statisztikus mechanika, dinamikus rendszerek ergodelmélete és fizikai alkalmazásaik matematikailag precíz módszereihez történő alapvető hozzájárulásaiért                                           |
| 1995–1996                        | Robert Langlands                                                  | a számelmélet, automorf formák és csoportreprezentációk területein gyakorolt úttörő munkájáért és rendkívüli meglátásaiért                                                                            |
| 1995–1996                        | Andrew Wiles                                                      | a számelméletben és más területeken elért látványos eredményeiért, a Fermat-sejtés bizonyításáért |
| 1994–1995                        | Jürgen Moser                                                      | a Hamilton-mechanika stabilitásával kapcsolatos mély munkájáért, a nemlineáris differenciálegyenletekkel kapcsolatos eredeti és nagy hatású eredményeiért                                             |
| 1993                             | Mihail Gromov                                                     | a globális Riemann-geometriához, szimplektikus geometriához, algebrai topológiához, geometriai csoportelmélethez és parciális differenciálegyenletek elméletéhez történő forradalmi hozzájárulásaiért |
| 1993                             | Jacques Tits                                                      | az algebrai és más csoportok elméletéhez történő úttörő és alapvető hozzájárulásaiért |
| 1992                             | Lennart Carleson                                                  | alapvető hozzájárulásáért a Fourier-analízishez, a komplex analízishez, a kvázikonform leképezésekhez és a dinamikus rendszerekhez                                                                    |
| 1992                             | John G. Thompson                                                  | alapvető hozzájárulásáért a véges csoportok elméletének minden aspektusához és a matematika egyéb ágaival való kapcsolataihoz                                                                         |
| 1991                             | Nem adták ki                                                      | |
| 1990                             | Ennio de Giorgi és Ilja Pjatecki-Sapiro                           | a homogén komplex tartományok, diszkrét csoportok, reprezentációelmélet és automorf formák elméletében elért alapvető eredményeiért                                                                   |
| 1989                             | Alberto Calderón                                                  | úttörő munkájáért a szinguláris integráloperátorok és ezek alkalmazása terén a parciális differenciálegyenletek fontos problémáiban                                                                   |
| 1989                             | John Milnor                                                       | ötletes és rendkívül eredeti felfedezéseiért a geometriában, amelyek algebrai, kombinatorikai és differenciálelméleti szempontból fontos új távlatokat nyitottak a topológiában                       |
| 1988                             | Friedrich Hirzebruch                                              | a topológiát, az algebrai és differenciálgeometriát, valamint az algebrai számelméletet ötvöző kiemelkedő munkájáért és a matematikai együttműködést és kutatást ösztönző magatartásáért              |
| 1988                             | Lars Hörmander                                                    | a modern analízisben, különösen a pszeudodifferenciál- és Fourier-integrál-operátorok alkalmazása a lineáris parciális differenciálegyenletek terén végzett alapvető munkájáért                       |
| 1987                             | Ito Kijosi                                                        | az elméleti és alkalmazott valószínűségszámítás terén elért alapvető eredményeiért, különösen a sztochasztikus differenciál- és integrálszámítás megalkotásáért                                       |
| 1987                             | Lax Péter                                                         | az analízis és alkalmazott matematika számos területén elért kiemelkedő eredményeiért |
| 1986                             | Samuel Eilenberg                                                  | az algebrai topológiában és homologikus algebrában végzett alapvető munkásságáért |
| 1986                             | Atle Selberg                                                      | a számelméletben, a diszkrét csoportok és automorf formák elméletében végzett mély és eredeti munkájáért                                                                                              |
| 1984–1985                        | Kodaira Kunihiko                                                  | kiemelkedő hozzájárulásáért a komplex sokaságok és algebrai varietások tanulmányozásához |
| 1984–1985                        | Hans Lewy                                                         | sok, mára klasszikussá és alapvetővé vált kezdeményezésért a parciális differenciálegyenletek terén                                                                                                   |
| 1983–1984                        | Erdős Pál                                                         | a számelmélet, kombinatorika, valószínűségszámítás, halmazelmélet és analízis terén elért számos eredményéért és a világ matematikusaira személyesen kifejtett hatásáért                              |
| 1983–1984                        | Siing Sen Csern                                                   | a globális differenciálgeometriában elért kimagasló eredményeiért, amelyek a matematika egészére hatással voltak                                                                                      |
| 1982                             | Mark Krejn                                                        | a funkcionálanalízisben és alkalmazásaiban elért alapvető eredményeiért |
| 1982                             | Hassler Whitney                                                   | alapvető munkájáért az algebrai topológia, a differenciálgeometria és a differenciáltopológia területén                                                                                               |
| 1981                             | Lars Ahlfors                                                      | tartalmas felfedezéseiért és hatékony új módszerek bevezetéséért a geometriai függvényelméletben |
| 1981                             | Oscar Zariski                                                     | az algebrai geometria modern szemléletének megalkotója, összeolvasztva azt a kommutatív algebrával |
| 1980                             | Henri Cartan                                                      | az algebrai topológia, komplex függvénytan és homologikus algebra terén tett úttörő munkájáért, valamint egy matematikus-generáció ihletett vezetéséért                                               |
| 1980                             | Andrej Kolmogorov                                                 | a Fourier-analízis, valószínűségszámítás, ergodelmélet és a dinamikus rendszerek elmélete terén tett mély és eredeti felfedezéseiért                                                                  |
| 1979                             | Jean Leray                                                        | a topologikus módszereknek a differenciálegyenletek kutatásába történő bevezetéséért |
| 1979                             | André Weil                                                        | algebrai geometriai módszerek ihletett számelméleti alkalmazásaiért |
| 1978                             | Izrail Gelfand                                                    | a funkcionálanalízis, csoportok reprezentációelmélete terén végzett munkájáért, a matematika és alkalmazott matematika számos területén elért eredményeiért                                           |
| 1978                             | Carl Siegel                                                       | a számelmélet, többváltozós komplex függvénytan és égi mechanika terén elért eredményeiért |

## Magyar díjazottak
Magyar vagy magyar származású díjazott volt Erdős Pál (1983-1984), Lax Péter (1987), Lovász László (1999) és Raoul Bott (2000).